# Istituzione Sinfonica Abruzzese
La Istituzione Sinfonica Abruzzese (I.S.A.) è una delle 15 Istituzioni Concertistico-Orchestrali riconosciute dallo Stato Italiano.

## Storia
Fondata da Nino Carloni il 4 novembre 1970, ha tenuto il suo debutto concertistico il 21 aprile 1974 ed è stata riconosciuta Istituzione Concertistico-Orchestrale dello Stato Italiano il 17 luglio 1975.
Con la direzione artistica di Vittorio Antonellini, ininterrotta dalla fondazione agli anni immediatamente seguenti il terremoto del 2009, l'I.S.A. ha operato una significativa azione culturale regionale, mai trascurando i centri più piccoli e guadagnandosi considerazione tra le principali strutture di produzione musicale italiane. La sua orchestra ha tenuto più di duemila concerti ed è spesso ospite di importanti istituzioni musicali italiane ed estere.
Nella sua storia cinquantennale, l'orchestra dell'Istituzione Sinfonica Abruzzese è stata diretta, tra gli altri, da Riccardo Muti, Gianluigi Gelmetti, Bruno Aprea, Piero Bellugi, Massimo Freccia, Nino Antonellini, Marco Zuccarini, Mario Gusella, Massimo De Bernart, con solisti di calibro come Vladimir Ashkenazy, Salvatore Accardo, Plácido Domingo, Katia Ricciarelli, Maurice André, Nina Beilina, Severino Gazzelloni, Rudolf Firkušny, Leonid Kogan, Pierre Amoyal, Paul Tortelier, Maria Tipo, Ivo Pogorelich, Nazzareno Carusi, Alessandro Carbonare, Albrecht Mayer, Benedetto Lupo, Fabrizio Meloni, Massimo Quarta, Mario Brunello, Rocco Filippini, Il'ja Grubert.
L'orchestra dell'I.S.A. ha inciso dischi per BMG Ariola, Amadeus, Arts, Brilliant Classics, Rugginenti, Sonzogno, Bongiovanni, registrando prime assolute per la RAI di brani che i compositori Andrea Morricone, Roberto Molinelli, Marco Di Bari le hanno dedicato.